# Sava (equip ciclista)
L'equip Sava (codi UCI: SAK) és un equip ciclista eslovè. Va tenir categoria continental de 2005 a 2013. Creat el 2004, competia principalment als circuits continentals de ciclisme.

## Principals victòries
- Poreč Trophy: Aldo Ino Ilešič (2008)
- Belgrad-Banja Luka I: Aldo Ino Ilešič (2008), Jure Zrimšek (2010)
- Gran Premi Kranj: Gašper Švab (2009)
- Gran Premi P-Nívó: Uroš Silar (2009)
- Banja Luka-Belgrad II: Vladimir Kerkez (2009)
- Gran Premi Šenčur: Vladimir Kerkez (2010), Jure Zrimšek (2011), Luka Mezgec (2012)
- Memorial Henryk Łasak: Luka Mezgec (2012)
- Trofeu Ciutat de San Vendemiano: Mark Dzamastagic (2013)
- Gran Premi de Sarajevo: Gašper Katrašnik (2015)

### Grans Voltes
- Tour de França
  - 0 participacions
- Giro d'Itàlia
  - 0 participacions
- Volta a Espanya
  - 0 participacions

## Classificacions UCI
Fins al 1998 els equips ciclistes es trobaven classificats dins l'UCI en una única categoria. El 1999 la classificació UCI per equips es dividí entre GSI, GSII i GSIII. D'acord amb aquesta classificació els Grups Esportius I són la primera categoria dels equips ciclistes professionals. La següent classificació estableix la posició de l'equip en finalitzar la temporada.
| Temporada | Classificació per equips | Millor ciclista en la classificació individual |
| --------- | ------------------------ | ---------------------------------------------- |
| 2004      | 38è (GSIII)              | Boris Premuzic (663è)                          |

A partir del 2005, l'equip participa en els Circuits continentals de ciclisme.
UCI Àsia Tour
| Temporada | Classificació per equips | Millor ciclista en la classificació individual |
| --------- | ------------------------ | ---------------------------------------------- |
| 2009      | 31è                      | Matej Stare (78è)                              |
| 2010      | 29è                      | Matej Stare (98è)                              |
| 2012      | 15è                      | Luka Mezgec (6è)                               |

UCI Europa Tour
| Temporada | Classificació per equips | Millor ciclista en la classificació individual |
| --------- | ------------------------ | ---------------------------------------------- |
| 2005      | 70è                      | Valter Bonča (414è)                            |
| 2006      | 67è                      | Grega Bole (134è)                              |
| 2007      | 36è                      | Grega Bole (60è)                               |
| 2008      | 35è                      | Aldo Ino Ilešič (126è)                         |
| 2009      | 47è                      | Gašper Švab (87è)                              |
| 2010      | 51è                      | Blaž Furdi (58è)                               |
| 2011      | 54è                      | Luka Mezgec (70è)                              |
| 2012      | 54è                      | Luka Mezgec (34è)                              |
| 2013      | 36è                      | Matej Mohorič (53è)                            |